# Burchardia
Burchardia é um género botânico pertencente à família Colchicaceae.